# Conwy Castle

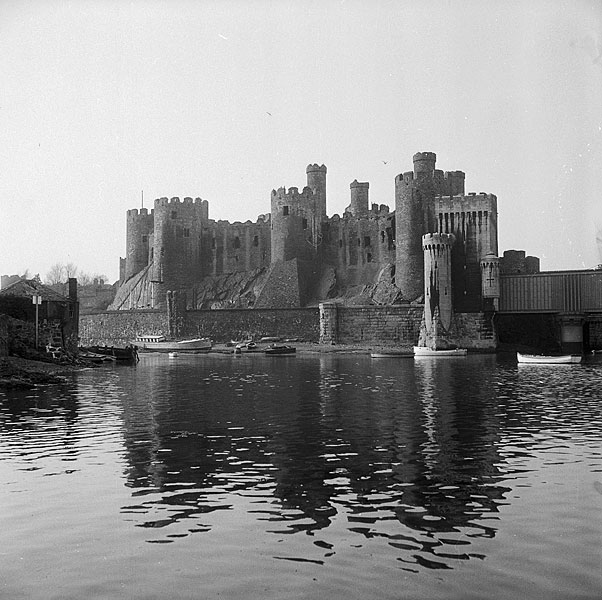
Bild aus dem Jahr 1961

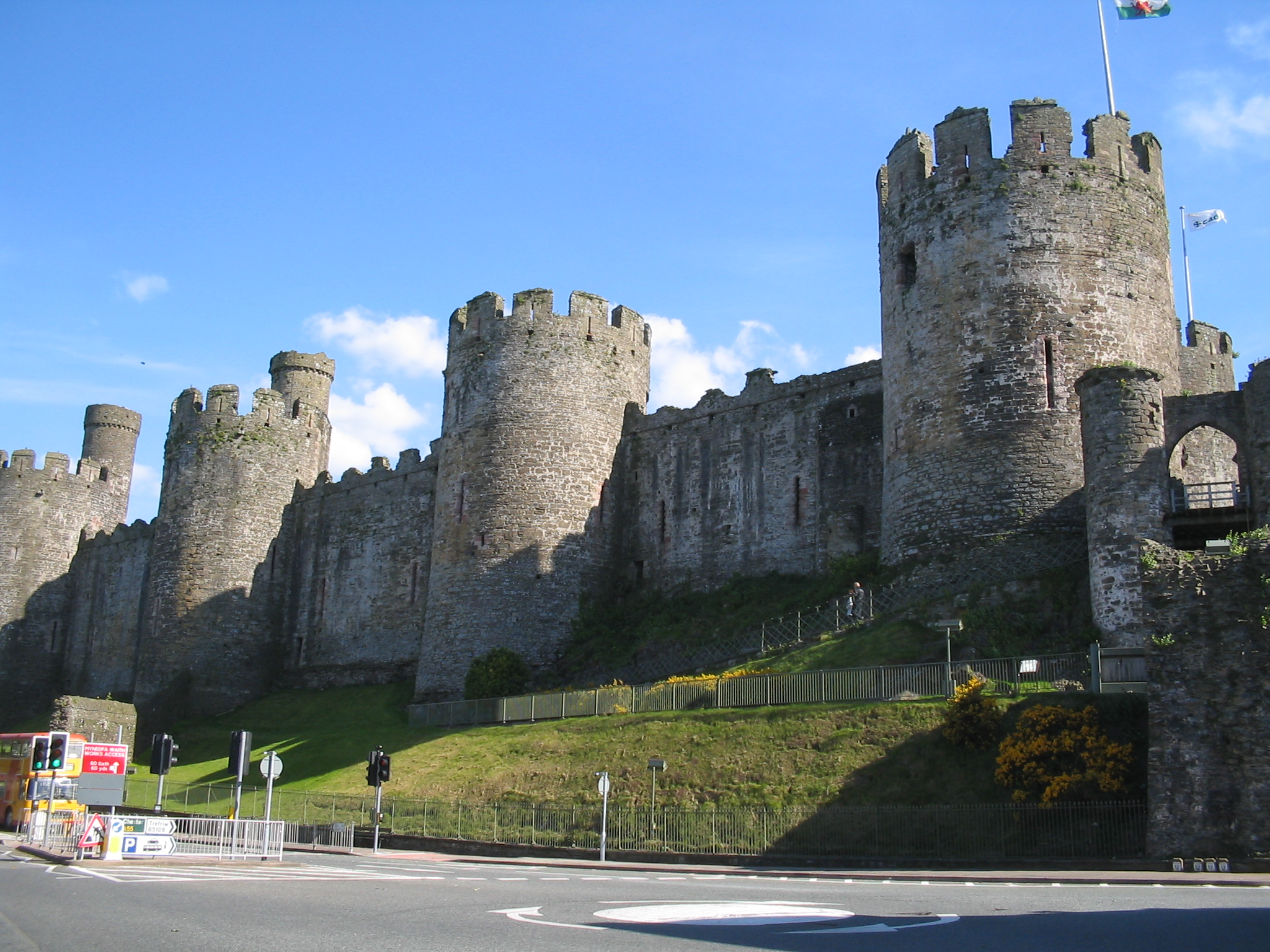
Ringmauer

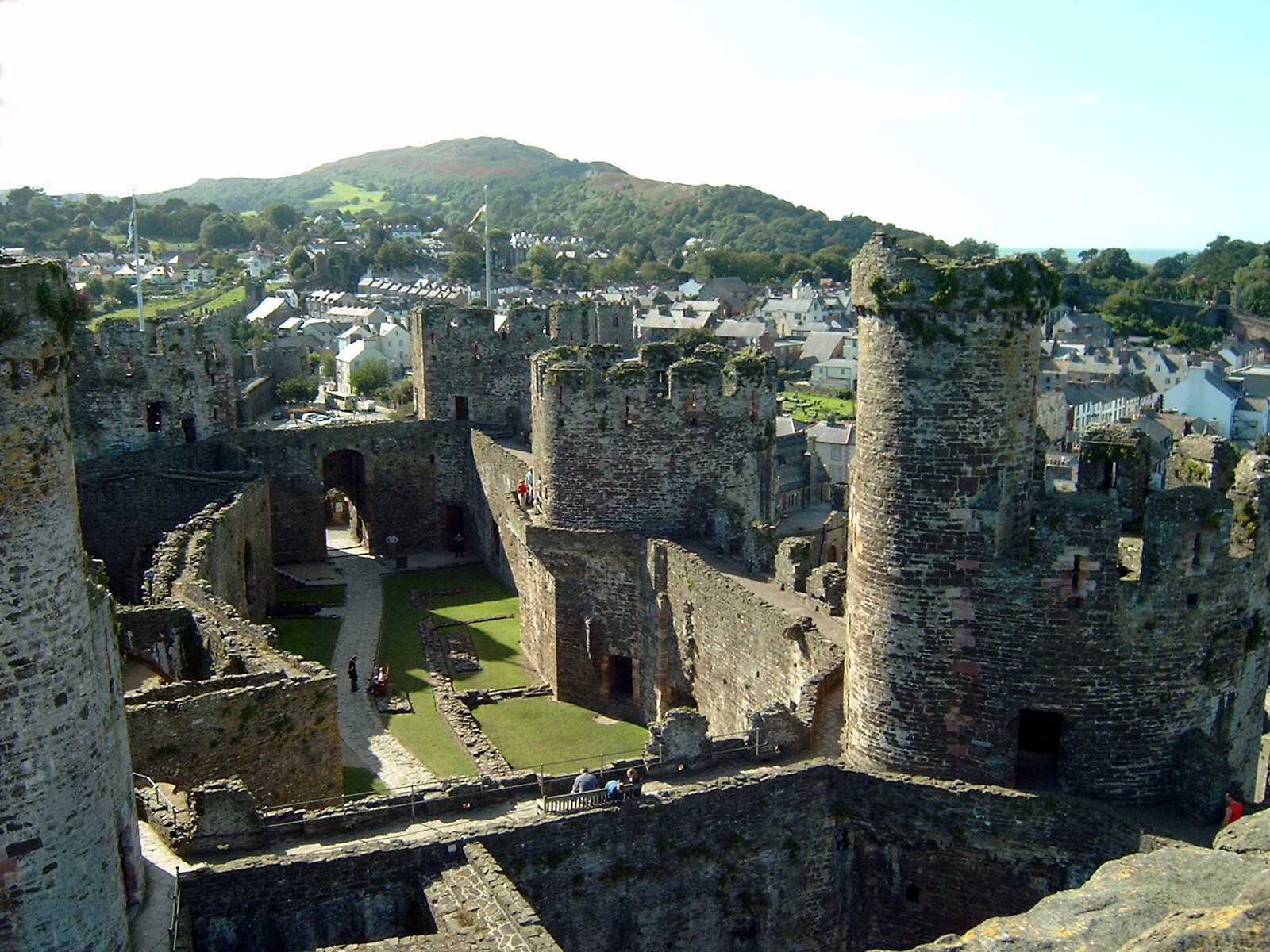
Burghof von Conwy Castle

Conwy Castle (auch Conway Castle) ist die Ruine einer mittelalterlichen, zwischen 1283 und 1287 errichteten Burg in der Grafschaft Gwynedd am Ufer der Mündung des Flusses Conwy, die den Ortseingang der walisischen Stadt Conwy dominiert.
1986 wurde die Burg in die Liste der UNESCO-Kulturdenkmäler aufgenommen.

## Anlage
Die Burg ist die erste von neun Burgen, die Eduard I. errichten ließ, um seinen Herrschaftsbereich in Wales zu sichern. Sie alle wurden von seinem Baumeister James of St. George, damals der führende Architekt von Verteidigungsanlagen, konstruiert. Sie diente als Ersatz der 1263 von Llywelyn ap Gruffydd zerstörten Burg Deganwy Castle Henrys III. von England.
Conwy Castle ist eine Spornburg von etwa 90 mal 30 Metern Umfang und damit eine der größten Burgen in Wales. Sie liegt auf einem Hügel zwischen dem Conwy und einem seiner Nebenflüsse. Sie ist von unregelmäßiger gestreckter Form, da die Mauern dem Gelände folgen. Die noch voll intakte Ringmauer wird von acht nahezu identischen runden Wehrtürmen mit je zwölf Metern Durchmesser unterbrochen, von denen vier im Norden und vier im Süden angelegt sind. Der Burghof ist durch eine Mauer in zwei Abschnitte hintereinander geteilt.
Die Anlage ähnelt der von Caernarfon Castle. Sie unterscheidet sich von den anderen vom gleichen Architekten entworfenen Burgen Harlech Castle und Beaumaris Castle, bei denen ein äußerer nahezu quadratischer Hof einen inneren konzentrisch umgibt. Auf diese Art von Zwingeranlage wurde in Conwy wegen des Geländes verzichtet. Ein Zwinger findet sich in Conwy nur an den beiden kurzen Abschnitten der Ringmauer als Torzwinger vor dem Haupttor und der Poterne am anderen Ende.